# 扎魯卡夫涅
51°3′24″N 32°45′19″E / 51.05667°N 32.75528°E
扎魯卡夫涅（烏克蘭語：Зарукавне），是烏克蘭北部的村莊，隸屬切爾尼希夫州的尼任區。該村始建於1919年，面積0.88平方公里，海拔高度143米，2006年人口250，人口密度每平方公里239.45人。